# Anatolanthias apiomycter
Anatolanthias apiomycter är en fiskart som beskrevs av Anderson, Parin och Randall, 1990. Anatolanthias apiomycter ingår i släktet Anatolanthias och familjen havsabborrfiskar. Inga underarter finns listade i Catalogue of Life.